# Royal Rumble (2016)
Cet article concerne l'édition 2016 du pay-per-view Royal Rumble. Pour toutes les autres éditions, voir Royal Rumble.
L'édition 2016 du Royal Rumble est un Premium Live Event de catch (lutte professionnelle) produit par la World Wrestling Entertainment, une fédération de catch américaine qui télédiffusée et visible en paiement à la séance sur le WWE Network, ainsi que gratuitement sur la chaîne de télévision française AB1. L'événement a eu lieu lieu le 24 janvier 2016 au Amway Center à Orlando (Floride). Il s'agit de la 29e édition du Royal Rumble, qui fait partie avec WrestleMania, le SummerSlam et les Survivor Series du « The Big Four » à savoir « les Quatre Grands », pay-per-view annuel qui, comme son nom l'indique, propose un Royal Rumble match en tête d'affiche. Ce pay-per-view aura pour thème la Rome antique comme à WrestleMania IX ou comme le Royal Rumble (2006). John Cena est la vedette de l'affiche officielle (promotionnelle).

## Contexte
Les spectacles de la World Wrestling Entertainment (WWE) sont constitués de matchs aux résultats prédéterminés par les scénaristes de la WWE. Ces rencontres sont justifiées par des storylines – une rivalité entre catcheurs, la plupart du temps – ou par des qualifications survenues dans les shows de la WWE telles que Raw, SmackDown, NXT et 205 Live. Tous les catcheurs possèdent un gimmick, c'est-à-dire qu'ils incarnent un personnage gentil (Face) ou méchant (Heel), qui évolue au fil des rencontres. Un événement comme le Royal Rumble est donc un événement tournant pour les différentes storylines en cours,.

## Tableau des matchs
| Ordre par numéros | Résultat | Stipulation(s)                                                                                        | Temps   |
| --- | --- | --- | ------- |
| 1P | Mark Henry et Jack Swagger battent The Dudley Boyz (Bubba Ray Dudley et D-Von Dudley), Darren Young, Damien Sandow et The Ascension (Konnor et Viktor) | Fatal 4-Way Tag Team match L'équipe gagnante obtiendra deux places pour le 30-Man Royal Rumble match. | 07:58   |
| 2 | Dean Ambrose (c) bat Kevin Owens | Last Man Standing match pour le WWE Intercontinental Championship                                     | 20:50   |
| 3 | The New Day (Big E et Kofi Kingston) (c) (avec Xavier Woods) battent The Usos (Jimmy et Jey)                                                           | Tag Team match pour les WWE Tag Team Championship                                                     | 10:53   |
| 4 | Kalisto bat Alberto Del Rio (c) | Match simple pour le WWE United States Championship                                                   | 11:30   |
| 5 | Charlotte (c) (avec Ric Flair) bat Becky Lynch | Match simple pour le WWE Divas Championship                                                           | 11:40   |
| 6 | Triple H remporte le 30-Man Royal Rumble match en éliminant en dernier Dean Ambrose                                                                    | 30-Man Royal Rumble match pour le WWE World Heavyweight Championship                                  | 1:01:42 |
| La lettre C placée entre parenthèses désigne la personne ou l’équipe championne en titre. P – indique que le match a eu lieu lors du pré-show | | |         |

### Entrée et éliminations du Royal Rumble match
Le vert ██ un début à la WWE.
Le jaune ██ un catcheur de NXT.
Le orange ██ le gagnant du match.
| Ordres d'entrée | Participants     | Ordres d'élimination | Éliminé par                                | Temps | Nombre d'éliminations |
| --------------- | ---------------- | -------------------- | ------------------------------------------ | ----- | --------------------- |
| 1               | Roman Reigns (c) | 28                   | Triple H                                   | 59:50 | 4                     |
| 2               | Rusev            | 1                    | Roman Reigns                               | 01:30 | 0                     |
| 3               | AJ Styles        | 11                   | Kevin Owens                                | 27:30 | 2                     |
| 4               | Tyler Breeze     | 2                    | A.J Styles                                 | 01:00 | 0                     |
| 5               | Curtis Axel      | 3                    | A.J Styles                                 | 01:11 | 0                     |
| 6               | Chris Jericho    | 26                   | Dean Ambrose                               | 50:50 | 1                     |
| 7               | Kane             | 9                    | Braun Strowman                             | 18:44 | 1                     |
| 8               | Goldust          | 4                    | Titus O'Neil                               | 05:55 | 0                     |
| 9               | Ryback           | 8                    | Big Show                                   | 12:21 | 0                     |
| 10              | Kofi Kingston    | 6                    | Chris Jericho                              | 08:15 | 0                     |
| 11              | Titus O'Neil     | 7                    | Big Show                                   | 08:55 | 1                     |
| 12              | R-Truth          | 5                    | Kane                                       | 00:37 | 0                     |
| 13              | Luke Harper      | 19                   | Brock Lesnar                               | 23:40 | 4                     |
| 14              | Stardust         | 14                   | Luke Harper                                | 13:57 | 0                     |
| 15              | Big Show         | 10                   | Braun Strowman                             | 04:31 | 2                     |
| 16              | Neville          | 13                   | Luke Harper                                | 10:04 | 0                     |
| 17              | Braun Strowman   | 20                   | Brock Lesnar                               | 16:44 | 4                     |
| 18              | Kevin Owens      | 12                   | Sami Zayn                                  | 04:28 | 1                     |
| 19              | Dean Ambrose     | 29                   | Triple H                                   | 29:36 | 1                     |
| 20              | Sami Zayn        | 16                   | Braun Strowman                             | 04:33 | 1                     |
| 21              | Erick Rowan      | 17                   | Brock Lesnar                               | 04:14 | 2                     |
| 22              | Mark Henry       | 15                   | Luke Harper, Erick Rowan et Braun Strowman | 00:30 | 0                     |
| 23              | Brock Lesnar     | 21                   | Wyatt Family                               | 08:13 | 4                     |
| 24              | Jack Swagger     | 18                   | Brock Lesnar                               | 00:15 | 0                     |
| 25              | The Miz          | 22                   | Roman Reigns                               | 08:23 | 0                     |
| 26              | Alberto Del Rio  | 23                   | Roman Reigns                               | 06:46 | 0                     |
| 27              | Bray Wyatt       | 25                   | Sheamus et Triple H                        | 10:46 | 0                     |
| 28              | Dolph Ziggler    | 24                   | Triple H                                   | 07:00 | 0                     |
| 29              | Sheamus          | 27                   | Roman Reigns                               | 08:45 | 1                     |
| 30              | Triple H         | -                    | Vainqueur                                  | 08:05 | 4                     |

- Triple H a donc gagné le WWE Championship de Roman Reigns en gagnant le Royal Rumble
- Pendant le match, la League of Nations (Sheamus, Rusev & Alberto Del Rio) a attaqué Reigns et l'ont mis KO pendant une vingtaine de minutes
- Roman Reigns est celui qui est resté le plus longtemps (59 minutes 50) bien qu'il ait été absent pendant une longue partie du match
- Jack Swagger est celui qui est resté le moins longtemps (15 secondes)
- Brock Lesnar a été éliminé par la Wyatt Family malgré le fait que Luke Harper, Erick Rowan et Braun Strowman aient déjà été éliminés

- The Miz n'est pas rentré tout de suite dans le ring, il a attendu un moment pour rentrer en s'installant à la table des commentateurs

## Jeu Vidéo
- WWE 2K16